# Ромоленд (Каліфорнія)
Ромоленд (англ. Romoland) — переписна місцевість (CDP) в США, в окрузі Ріверсайд штату Каліфорнія. Населення — 2005 осіб (2020).

## Географія
Ромоленд розташований за координатами 33°45′53″ пн. ш. 117°9′26″ зх. д. / 33.76472° пн. ш. 117.15722° зх. д. (33.764763, -117.157134).  За даними Бюро перепису населення США в 2010 році переписна місцевість мала площу 6,85 км², уся площа — суходіл.

## Демографія
Згідно з переписом 2010 року, у переписній місцевості мешкали 1684 особи в 455 домогосподарствах у складі 367 родин. Густота населення становила 246 осіб/км².  Було 512 помешкання (75/км²).
Расовий склад населення:
| - 56,9 % — білих - 3,9 % — чорних або афроамериканців - 2,1 % — азіатів - 0,7 % — вихідців з тихоокеанських островів - 0,5 % — корінних американців - 30,5 % — осіб інших рас |

До двох чи більше рас належало 5,5 %. Частка іспаномовних становила 51,4 % від усіх жителів.
За віковим діапазоном населення розподілялося таким чином: 29,8 % — особи молодші 18 років, 62,4 % — особи у віці 18—64 років, 7,8 % — особи у віці 65 років та старші. Медіана віку мешканця становила 32,0 року. На 100 осіб жіночої статі у переписній місцевості припадало 100,0 чоловіків;  на 100 жінок у віці від 18 років та старших — 100,7 чоловіків також старших 18 років.
За межею бідності перебувало 15,7 % осіб, у тому числі 20,8 % дітей у віці до 18 років та 0,0 % осіб у віці 65 років та старших.
Цивільне працевлаштоване населення становило 760 осіб. Основні галузі зайнятості: мистецтво, розваги та відпочинок — 27,1 %, науковці, спеціалісти, менеджери — 16,8 %, будівництво — 16,8 %.